# Lista tabletów marki Sony
Lista tabletów marki Sony – lista wyprodukowanych tabletów przez firmę Sony.

## Modele wyprodukowane pod marką Sony
2011
| Model         | Wymiary (mm)           | Masa(g) | Obsługa sieci | Wyświetlacz(cale) | Pamięć(GB)      | Aparat cyfrowy | Ogniwo(mAh) | Dodatkowe informacje | Źródło |
| ------------- | ---------------------- | ------- | ------------- | ----------------- | --------------- | -------------- | ----------- | -------------------- | ------ |
| Sony Tablet S | 174.3 x 241.2 x x 10.1 | 591     | 3G            | 9.4               | 16/32 ROM 1 RAM | 5              | 5000        | Sony S1 SGP-T111DE/S | [ 1 ]  |
| Sony Tablet P | 180 × 158 x 14         | 372     | 2G            | 5.5               | 4 ROM 1 RAM     | 5              | 3080        | Tablet S2            | [ 2 ]  |

2012
| Model                      | Wymiary (mm)        | Masa(g) | Obsługa sieci | Wyświetlacz(cale) | Pamięć(GB)         | Aparat cyfrowy | Ogniwo(mAh) | Dodatkowe informacje | Źródło |
| -------------------------- | ------------------- | ------- | ------------- | ----------------- | ------------------ | -------------- | ----------- | -------------------- | ------ |
| Sony Xperia Tablet S Wi-Fi | 239,8 × 174,4 x 8,8 | 585     | 2G            | 9.4               | 64/32/16 RAM 1 ROM | 8              | 6000        | SGPT121DE/S.G4       | [ 3 ]  |
| Sony Xperia Tablet S       | 239,8 × 174,4 x 8,8 | 585     | Wi-Fi         | 9.4               | 64/32/16 RAM 1 ROM | 8              | 6000        | SGPT121, SGPT122     | [ 4 ]  |

2013
| Model                      | Wymiary (mm)    | Masa(g) | Obsługa sieci | Wyświetlacz(cale) | Pamięć(GB)   | Aparat cyfrowy | Ogniwo(mAh) | Dodatkowe informacje | Źródło |
| -------------------------- | --------------- | ------- | ------------- | ----------------- | ------------ | -------------- | ----------- | -------------------- | ------ |
| Sony Xperia Tablet Z LTE   | 266 × 172 x 6,9 | 495     | 2G, 3G, LTE   | 10.1              | 16 RAM 2 ROM | 8              | 6000        | SPG321               | [ 5 ]  |
| Sony Xperia Tablet Z Wi-Fi | 266 × 172 x 6,9 | 495     | Wi-Fi         | 10.1              | 16 RAM 2 ROM | 8              | 6000        | SGP311, SGP312       | [ 6 ]  |

2014
| Model                               | Wymiary (mm)        | Masa(g) | Obsługa sieci | Wyświetlacz(cale) | Pamięć(GB)   | Aparat cyfrowy | Ogniwo(mAh) | Dodatkowe informacje | Źródło |
| ----------------------------------- | ------------------- | ------- | ------------- | ----------------- | ------------ | -------------- | ----------- | -------------------- | ------ |
| Sony Xperia Tablet Z2 Wi-Fi         | 266 × 172 x 6,4     | 426     | Wi-Fi         | 10.1              | 16 RAM 3 ROM | 5              | 6000        | SGP512DE/W           | [ 7 ]  |
| Sony Xperia Tablet Z2 LTE           | 266 × 172 x 6,4     | 439     | 2G, 3G, LTE   | 10.1              | 16 RAM 3 ROM | 5              | 6000        | SGP521DE/W.EC5       | [ 8 ]  |
| Sony Xperia Tablet Z3 Compact Wi-Fi | 213,4 × 123,6 x 6,4 | 270     | Wi-Fi         | 8                 | 16 RAM 3 ROM | 8              | 4500        | SGP611CE             | [ 9 ]  |
| Sony Xperia Tablet Z3 Compact LTE   | 213,4 × 123,6 x 6,4 | 270     | 2G, 3G, LTE   | 8                 | 16 RAM 3 ROM | 8              | 4500        | –                    | [ 10 ] |

2015
| Model                       | Wymiary (mm)    | Masa(g) | Obsługa sieci | Wyświetlacz(cale) | Pamięć(GB)   | Aparat cyfrowy | Ogniwo(mAh) | Dodatkowe informacje | Źródło |
| --------------------------- | --------------- | ------- | ------------- | ----------------- | ------------ | -------------- | ----------- | -------------------- | ------ |
| Sony Xperia Tablet Z4 Wi-Fi | 254 × 167 x 6,1 | 389     | Wi-Fi         | 10.1              | 32 RAM 3 ROM | 8              | 6000        | SGP712WiFi           | [ 11 ] |
| Sony Xperia Tablet Z4 LTE   | 254 × 167 x 6,1 | 393     | 2G, 3G, LTE   | 10.1              | 32 RAM 3 ROM | 8              | 6000        | SGP771/W/LTE         | [ 12 ] |

Po tym roku Sony przestał produkować tablety.